# 차이완린
차이완린(중국어: 蔡萬霖, 병음: Caì Wànlín; 1924년 11월 10일 – 2004년 9월 27일)은 대만의 사업가로, 1996년 재산의 정점에 달했을 때 가족 순자산 122억 미국 달러로 세계에서 5번째로 부유한 사람으로 여겨졌다. 2004년 사망 당시 그는 46억 미국 달러(신 대만 달러 1,563억)의 재산으로 대만에서 가장 부유한 사람이었으며, 전 세계적으로 94위에 랭크되었다. 그는 대규모 은행 및 보험 그룹인 린위안 그룹을 설립했다.
그는 일본 시대 대만 신치쿠주 지쿠난구 지쿠난진(현대 먀오리현 주난진)의 가난한 농부 가족에서 태어났다. 차이는 어렸을 때 형제들과 함께 타이베이시에서 채소와 콩을 팔며 시작했다.
형제 중 한 명과 함께 차이는 1960년에 타이베이 제10신용협동조합에 가입했다. 2년 후, 그들은 캐세이생명보험을 설립했는데, 이는 그가 사망할 당시 대만에서 가장 큰 생명보험 회사였다. 제10신용협동조합은 결국 차이완린의 조카 차이천저우에게 양도되었다.
가족은 1979년에 캐세이생명보험을 분할했다. 차이완린은 자신의 지분으로 린위안 그룹을 설립했다. 다음 10년 동안 린위안 그룹은 대만 최대의 복합기업으로 성장했다. 린위안 그룹의 계열사인 캐세이금융지주는 대만 최대의 금융지주회사가 되었다. 캐세이보험은 1992년에 푸방보험으로 이름이 바뀌었다.
차이는 1987년에 포브스에 의해 처음으로 억만장자로 등재되었다. 그는 2000년에 중화민국 총통의 선임 고문으로 임명되었다.
그는 1977년에 설립한 타이베이시 캐세이종합병원에서 심장병으로 81세의 나이로 사망했다. 그는 6년 동안 입원해 있었다. 차이는 저우바오친과 결혼하여 7명의 자녀를 두었다.

## 같이 보기
- 억만장자 목록